# قانون الجنسية الكندية
قانون الجنسية الكندية هو القانون الذي ينظم كيفية الحصول على الجنسية الكندية أو نقلها أو خسارتها أو استعادتها، فهو وضع قانوني يمنح الشخص الطبيعي حقوقًا ومسؤوليات محددة في كندا. نشأ في عام 1947  م، وصار معلمًا هامًا في عملية استقلال كندا عن المملكة المتحدة مع دخول قانون الجنسية الكندية الأول حيز التنفيذ. تخضع الجنسية الكندية الآن لقانون الجنسية لعام 1977، الذي خضع لعدة تعديلات مهمة منذ دخوله حيز التنفيذ. كما ساهمت المحاكم الفيدرالية، من خلال قانونها القضائي، في توضيح التعريف القانوني للجنسية الكندية.
يتم الحصول على الجنسية الكندية عمومًا عن طريق الولادة في الأراضي الكندية (حق الإقليم) أو عن طريق الولادة في الخارج من أحد الوالدين على الأقل من الجنسية الكندية (حق الدم)، مع بعض الاستثناءات. يمكن أيضًا منحها لطفل أجنبي يتبناه كنديون، أو حتى منحه بالتجنس لمقيم دائم أقام في كندا لفترة زمنية كافية ويلبي عددًا معينًا من المعايير.
دائرة الهجرة واللاجئين والمواطنة الكندية هي الوزارة في الحكومة الفيدرالية المسؤولة عن الإجراءات المتعلقة بالجنسية، مثل التحقق من الجنسية أو منحها أو التنصل منها أو إلغائها، بالإضافة إلى إعادت الإدماج.

## التاريخ
عندما تأسس الاتحاد الكندي [الفرنسية] في عام 1867  م، كانت قوانين الجنسية الأولى السارية في دومينيون متوافقة مع القانون البريطاني: كان جميع الكنديين متساوين مع الرعايا البريطانيين. ومع ذلك، فإن القسم 91 (25) من قانون أمريكا الشمالية البريطاني لعام 1867 [الإنجليزية] الذي أقره البرلمان البريطاني في لندن(1) أعطى البرلمان الكندي سلطة «التجنس ومكاسب الأجانب». أنشأ قانون الهجرة لعام 1910 وضع «مواطن كندي»، وهو ما يميز الرعايا البريطانيين المولودين أو المتجنسين أو المقيمين في كندا عن غيرهم، ولكن طُبق فقط لغرض تحديد إمكانية إعفاء شخص من ضوابط الهجرة. زاد القانون المتعلق بالتجنس(2) لعام 1914 فترة الإقامة المطلوبة من 3 إلى 5 سنوات ليكون الفرد مؤهلًا للحصول على رتبة رعية بريطاني في كندا. أنشأ وضع آخر يختلف عن «مواطن كندي» بموجب قانون المواطنين الكنديين 1921 (Canadian Nationals Act 1921)، حتى تتمكن كندا من المشاركة في القوات المسلحة والمناورات العسكرية الدولية بشكل منفصل عن بريطانيا العظمى.
أصبحت كندا تدريجيًا مستقلة عن المملكة المتحدة بين عام 1867  م(3) و 1982(4). في عام 1931  م، نص تشريع وستمنستر على أن البرلمان البريطاني لم يعد قادرًا على إصدار قوانين متعلّقة بدول الدومينيون بعد إقرار هذا التشريع إلا بحصوله على طلب وموافقة من حكومة دولة الدومينيون. من ناحية أخرى، أبقى النظام الأساسي قانون أمريكا الشمالية البريطاني ضمن اختصاص البرلمان البريطاني، لأن الحكومة الفيدرالية لكندا والمحافظات فشلت في الاتفاق على طريقة تعديل الدستور الكندي(5). عندما أقر البرلمان الكندي والبريطاني في عام 1982 قانون كندا لعام 1982 وقانون الدستور لعام 1982، حيث حدد الأخير عملية التعديل الدستوري، فقدت المملكة المتحدة كل السلطات التشريعية. في كندا.

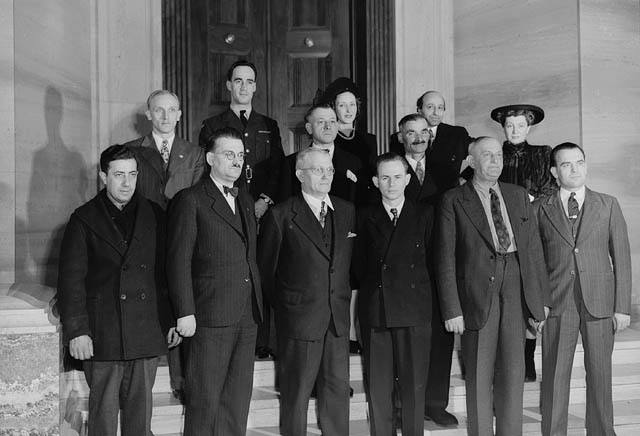
أخذت الصورة بعد أول احتفال رسمي بالجنسية الكندية، في مبنى المحكمة العليا في أوتاوا، عام. خلال هذا الحفل تم أول تجنيس للأجانب كمواطنين كنديين.

حتى نهاية الثلاثينيات من القرن الماضي، كان قانون الجنسية الكندي يتألف من مجموعة قوانين متفرقة، والتي لا تزال تشير إلى المصطلحات " موضوع بريطاني "لتحديد جنسية ومواطنة" المواطنين الكنديين ". تم التشكيك في علاقة التبعية هذه مع صعود القومية في أعقاب الحربين العالميتين الأولى والثانية، والتي تميزت برغبة متزايدة في رؤية سيادة دومينيون كندا معبراً عنها برموز وطنية مميزة (العلم، النشيد الوطني، الختم، إلخ. ). أبرزت هذه الحركة الحاجة إلى توضيح القانون الحالي بشأن الجنسية. أدى ذلك إلى إقرار قانون الجنسية الكندية، الذي دخل حيز التنفيذ في 11 يناير 1947. في ذلك التاريخ، مُنحت الجنسية الكندية للمواطنين البريطانيين المولودين أو المتجنسين أو المقيمين في كندا. في 11 أبريل 1949، عُمم قانون عام 1947  م إلى نيوفاوندلاند عندما أصبحت مقاطعة كونفدرالية.
لقد تطور قانون الجنسية الكندي بشكل كبير في 15 فبراير 1977، عندما دخل قانون الجنسية الجديد حيز التنفيذ، والذي حل محل أحكام عام 1947  م. في ذلك التاريخ، أصبحت الجنسية المتعددة قانونية. ومع ذلك، فإن الأفراد الذين فقدوا الجنسية الكندية قبل ذلك التاريخ تم إعادة تجنيسهم فقط في 17 أبريل 2009، أثناء اعتماد مشروع القانون سي-37. وقد أدخل هذا الأخير أيضًا حدًا للحق في الدم: فقد اقتصر نقل الجنسية إلى الأطفال من أصل كندي المولودين خارج كندا منذ ذلك الحين على الجيل الأول.
خضع قانون المواطنة لعدة تعديلات مهمة منذ عام 1977  م. في عام 2007  م، أدخل مشروع القانون سي-14 أحكامًا جديدة تتعلق بالأطفال المتبنين. في عامي 2009 و 2015، فواتير سي-37 وسي-24، على التوالي، سمح للمنح الهائل من الجنسية الكندية لبعض الأفراد الذين تم استبعادهم بموجب شروط الجنسية الكندية عام 1947  م. كما شدد مشروع القانون س-24 لعام 2015  م شروط الحصول على الجنسية، وجعل من الأسهل إسقاط جنسية بعض المجرمين. أُلغي هذه الإجراءات إلى حد كبير في عام 2017  م من قبل بيل سي-6.

## وصف

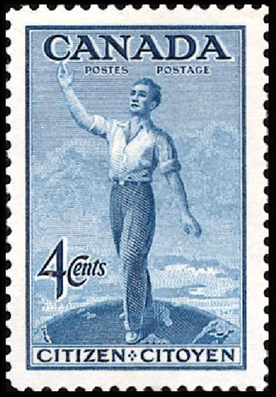
طابع عام 1947 إحياءً لذكرى إنشاء الجنسية الكندية.

قانون الجنسية الكندي هو قانون يحدد ماهية وكيفية الحصول على الجنسية الكندية. بالعادة، يمكن للمولود داخل كندا الحصول على الجنسية الكندية، أو للمولود بالخارج على الأقل لأحد الوالدين الكنديين الحاصلين على الجنسية الكندية في كندا، أو عن طريق تبني والد(ة) كندي(ة). كما يمكن أن يحصل عليها مقيم دائم في كندا إن استوفى الشروط التالية:
- أن يكون قد عاش 1.095 يوما داخل كندا في آخر أربع سنوات قبل تقديمه للطلب.
- يحسن التخاطب بالإنكليزية أو الفرنسية.
- ينجح في امتحان معلومات عامة عن كندا.

### التجنس بالولادة في كندا
في العادة، كل من يولد في كندا بعد عام 1947  م يحصل تلقائيا على الجنسية عند الولادة. يستثنى من ذلك:
- الولادات للمندوبين الديبلوماسيين الأجانب فحالتهم تتطلب إجرآت خاصة.

يمكن منح الوليد الجنسية الكندية عندما تتغير وضعية الوالدين إلى متجنسين أو مقيمين دائمين، وذلك حسب ما تحدده دائرة الجنسية والهجرة الكندية.

### التجنس بالنسب
كل شخص ولد خارج كندا بعد 15 فبراير 1977، وكان أحد والديه كندي، يحصل على الجنسية الكندية بالنسب. حسب القانون سي-37 الصادر عام 2009  م حددت هذه الصلاحية لجيل واحد فقط. ولا يحق ذلك للجيل الثاني، أي حفيد الجد أوالجدة إن ولدوا خارج كندا، لا يحق لهم المطالبة بالجنسية إن لم يولد والده/والدته الكندية في كندا أيضا. باختصار، يحصل الجيل الأول للمولودين خارج البلاد على الجنسية، أما أبناءهم المولدين خارج كندا فيخسرون الجنسية. ويمكن لهؤلاء الأبناء الحصول على الجنسية عن طريق الهجرة عندما يطلب الوالد(ة) الكندي(ة) طلب الرعاية للولد/للبنت وهي عملية أبسط وأسرع من الهجرة العادية.

### التجنس بالإقامة
يمكن لأي مقيم دائم التجنس باستيفاء الشروط التالية:
- أن يكون مقيما دائما.
- عاش في كندا لمدة لا تقل عن 1.095 [25] يوما في آخر خمسة سنوات قبل تقديم طلب التجنس.
- إن كان عمره أقل من64سنة، عليه أن يثبت معرفته بكندا ونظامها عن طريق أخذ امتحان "معلومات عن كندا" والنجاح فيه.
- لم يصدر بحقه أحكام تمنع عنه التجنس.
- لم يحاكم بأية جريمة حربية.
- يحسن التخاطب بالإنكليزية أو الفرنسية.

### أولاد دون سن الثامنة عشرة
أصبح بإمكان الأشخاص الأقل من 18 التقديم لطلب الجنسية الكندية إذا كانوا مقيمين دائمين ويجب أن لا يقلوا عن 16 سنة

### الاحتفال بالتجنس
على جميع طالبي التجنس الكندي حضور احتفال خاص كآخر خطوة قبل الحصول على الجنسية بحيث يقسمون يمين الولاء لكندا وما تمثله.

### خسارة الجنسية
لا توجد أية نصوص تحدد سحب الجنسية من أي كندي إلا في حالة وقوع عملية تزوير في طلبات التجنيس. حدثت بعض حالات سحب الجنسية قبل عام 1977  م وكانت تتعلق بحالات:
- التجنس في بلد أخر.
- قضاء فترات طويل جدا خارج كندا.
- بحالة أطفال خسر أبناءهم الجنسية.

يمكن لمواطن كندي حاصل على جنسية أخرى أن يتخلي عن الجنسية الكندية.

### استعادة الجنسية الكندية
يمكن للكنديين الذين خسروا جنستهم أن يستعيدوها بعد أن يستوفوا شروط الإقامة الدائمة لعام كامل.
عام 1988  م، صدر استدراك للكنديين اليابانيين الذين رحلوا من كندا ما بين عامي 1941 و1946 (بسبب الحرب العالمية الثانية)، وسمح لجميع المرحلين (الأحياء والأموات) وسليلتهم الأحياء يوم 22 سبتمبر 1988 بالحصول على الجنسية الكندية.

### العائلة الملكية
تعتبر ملكة كندا كندية اينما عاشت. وجميع أفراد العائلة الملكية، المستوفين (وعددهم أربعة) والغير مستوفين لشروط التجنس، لا يمكن اعتبارهم أجانب أو عراء عن كندا. بحسب القانون الكندي، هؤلاء الأشخاص هم رعايا العاهل الملكي.

## حقوق وواجبات المواطن الكندي

### حقوق المواطنين الكنديين
حُدد الحقوق الأساسية للمواطنين الكنديين في الميثاق الكندي للحقوق والحريات المعتمد في عام 1982  م والذي يشكل جزءًا من دستور كندا. يأخذ هذا النص عدة مبادئ موروثة من التقليد الدستوري البريطاني. فهي تشير، على سبيل المثال، إلى الحريات الأساسية التي منحتها ميثاق ماجنا كارتا للرعايا البريطانيين منذ عام 1215  م: حرية التفكير والرأي والتعبير والصحافة وحرية التجمع وتكوين الجمعيات. يضمن الميثاق أيضًا الحق في عدم التعرض للاحتجاز بطريقة تعسفية (أمر الإحضار)، وهو أمر مستمد من القانون العام البريطاني، وحرية التنقل والتأسيس. أخيرًا، فهو يكرس ثنائية اللغة في كندا، مما يعني ضمناً المساواة في الوضع بين الفرنسية والإنجليزية على المستوى الفيدرالي، ومبدأ التعددية الثقافية الكندية، وحقوق السكان الأصليين.
وبشكل أكثر تحديدًا، يتمتع المواطنون الكنديون بالعديد من الحقوق الإضافية مقارنة بالمقيمين الدائمين، بدءًا من الحق في الحصول على جواز سفر كندي. تسمح لهم هذه الوثيقة بالسفر وطلب الحماية القنصلية أثناء تواجدهم بالخارج من كندا أو أستراليا.(6) من ناحية أخرى، يتعين على المقيمين الدائمين التقدم بطلب للحصول على جواز السفر والحماية القنصلية للدول التي هم مواطنون فيها.
بالإضافة إلى ذلك، تضمن الجنسية الكندية الحق في الاستقرار خارج كندا لفترة غير محدودة مع الاحتفاظ بالحق في العودة إلى الإقليم، بينما يمكن فقدان الإقامة الدائمة إذا لم يتم الوفاء بالتزامات الإقامة في كندا. بالإضافة إلى ذلك، لا يمكن ترحيل المواطن الكندي من كندا، على عكس المقيمين الدائمين الذين قد يخضعون لأمر الترحيل.
المواطنون الكنديون هم أيضًا الوحيدون الذين لديهم الحق في التصويت (من 18 سنة ) والترشح (من 19 سنة ) في انتخابات المستويات المختلفة للحكومة الكندية، بشرط عدم شمولهم بالاستثناءات. المنصوص عليها في قانون الانتخابات الكندية.
يتمتع المواطنون الكنديون أيضًا بحق الوصول الحصري إلى بعض الوظائف الحكومية الفيدرالية أو الإقليمية أو المحلية، والتي لا تتوفر عمومًا للمقيمين الدائمين بسبب مستوى الفحوصات الأمنية المطلوبة.
أخيرًا، يمكن للمواطنين الكنديين أيضًا طلب الإنشاء الرسمي لأعلام شعارات النبالة ( شعارات الأسلحة، الأعلام، الشارات) من قبل هيئة الشعارات الكندية، ولكن هذا الحق متاح أيضًا للمقيمين الدائمين.
على العموم وحسب قانون المواطنية والهجرة الكند، يحق للمواطن الكندي:
- التمتع بالحقوق المذكورة بالميثاق الكندي للحقوق والحريات (كل مقيم في كندا له هذه الحقوق).
- التصويت في الانتخابات السياسية (بشرط أن لا يكون غائبا عن كندا لفترة تزيد الخمس سنوات).
- الترشح للمناصب المنتخبة بعد سن 18 سنة.
- الحصول على جواز سفر كندي.
- الحصانة ضد الترحيل من كندا.
- العمل في الدوائر الحكومية الكندية.
- حق العودة مهما طال غيابه عن كندا.
- منح الجنسية للجيل الأول من سلالته.

### واجبات المواطنين الكنديين
من ناحية أخرى، يُعلم المتقدمين للحصول على الجنسية بمسؤولياتهم المستقبلية كمواطنين كنديين في الوثائق التي أعدتها لهم دائرة الهجرة واللاجئين والمواطنة الكندية. مسؤوليتهم الأولى هي احترام قوانين كندا، بموجب المبدأ الدستوري لسيادة القانون. من المتوقع أيضًا أن يعتنيوا بأنفسهم وأسرهم، وأن يساهموا من خلال عملهم في ازدهار كندا، وأن يظهروا التضامن مع بقية المجتمع، من خلال التطوع على سبيل المثال. كما يُذكر مواطني المستقبل بواجبهم في حماية التراث الطبيعي والثقافي والمعماري لكندا، وضرورة المساهمة في الحياة الديمقراطية لكندا من خلال التصويت في الانتخابات والمشاركة، عند الاقتضاء، في هيئة محلفين.
على العموم وحسب قانون المواطنية والهجرة الكند، يتوجب على المواطن الكندي:
- الخدمة، عند بلوغ سن الرشد، عضوًا في هيئة محلفين في قضية قانونية.
- طاعة القوانين الكندية.
- احترام حقوق وحرية الأخرين.
- مساعدة الآخرين في بيئتهم.
- الاهتمام وحماية التراث الكندي وبيئته.
- إزالة التمييز والجور.

## شهادة الجنسية الكندية

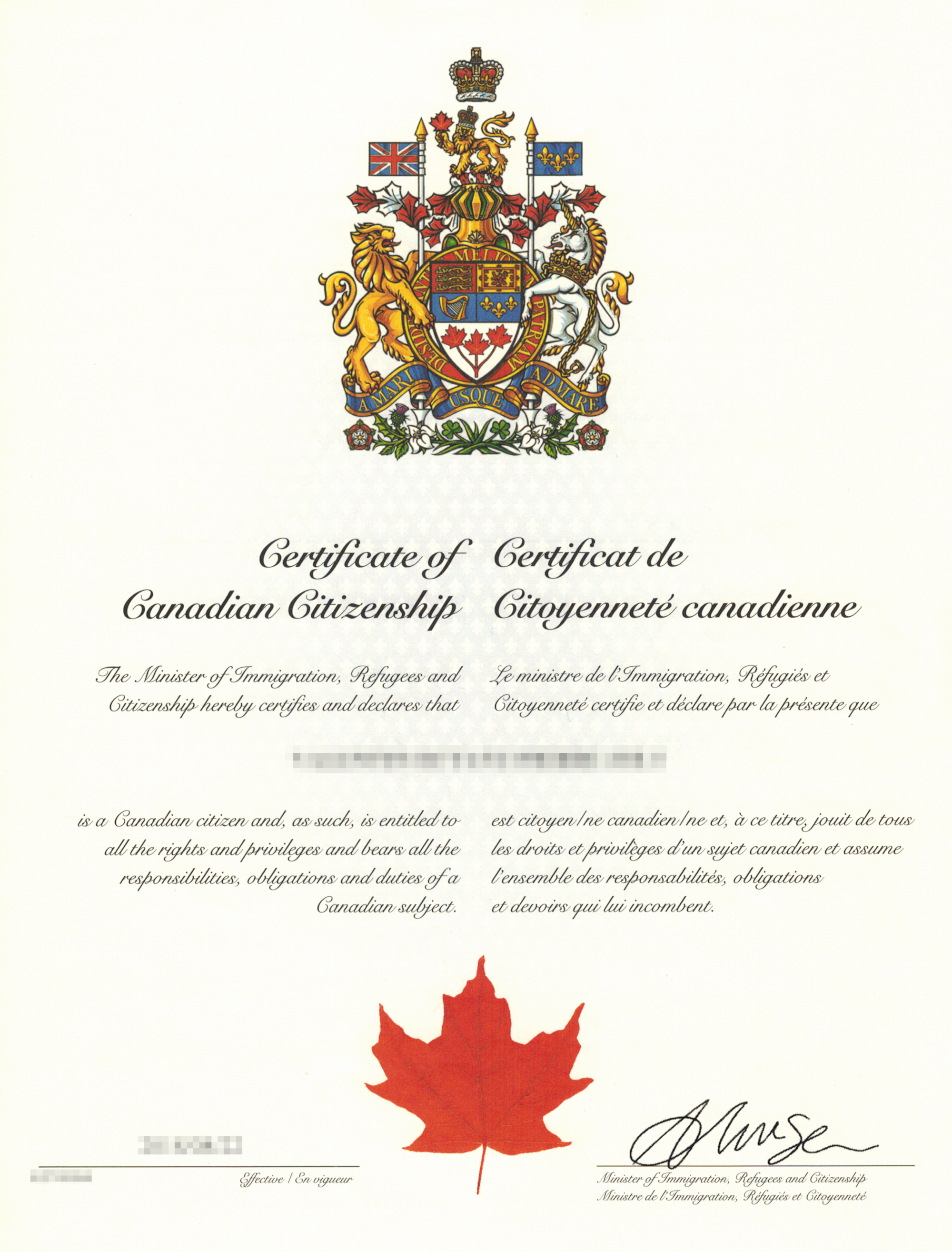
شهادة الجنسية الكندية صادرة عام.

شهادة الجنسية هي الدليل الوحيد على الجنسية الصادر عن الحكومة الفيدرالية. تُمنح تلقائيًا لأي شخص يكتسب الجنسية الكندية بالتجنس، ولكن يمكن أيضًا منحها لأي مواطن كندي يتقدم بطلب للحصول عليها. يمكن أيضًا تقديم طلب للحصول على شهادة الجنسية من قبل شخص يسعى لتحديد ما إذا كان يحمل الجنسية الكندية أم لا. في هذه الحالة، تُجري الحكومة تحقيقًا شاملاً لمقدم الطلب وأصوله وتصدر له، إن أمكن، شهادة جنسيته. في 11 فبراير 2012 حلت شهادة الجنسية محل بطاقة الجنسية القديمة بحجم حافظة الأوراق. كما يمكن فحصها إلكترونيا. ومع ذلك، على عكس بطاقة الجنسية، لا يمكن استخدامها كوثيقة هوية، لأنها لا تحتوي على صورة. في الأصل، أُصدرت بطاقة الجنسية بين عامي 1954 و 1977 مُكملًا لشهادة كبيرة الحجم. بين عامي 1977 و 2012، كان الدليل الوحيد الصالح على الجنسية الكندية للأشخاص الذين حصلوا على الجنسية بالتجنس أو النسب.
نظرًا لأن الأشخاص المولودين في كندا، بشكل عام، يكتسبون تلقائيًا الجنسية الكندية بموجب قانون الأراضي، فإن شهادات الميلاد الصادرة عن مقاطعة أو إقليم تعتبر عادةً إثباتًا ساريًا للمواطنة عن طريق الهجرة واللاجئين والمواطنة. كندا (IRCC). ومع ذلك، هناك استثناءات لقانون التربة المدرجة في القسم الفرعي 3 (2) من قانون المواطنة. نظرًا لأن الحكومة الفيدرالية لا تتعقب حالة الهجرة للوالدين في وقت الولادة، يمكن التعرف على الشخص خطأً ككندي بحكم ولادته في كندا عندما يكون مشمولاً بأحكام القسم الفرعي 3 (2) ). كان هذا هو الحال مع ديبان بودلاكوتي، وهو رجل عديم الجنسية من مواليد أونتاريو وحصل مرتين على جواز سفر كندي ساري المفعول عند تقديم شهادة ميلاده في أونتاريو، قبل أن تدرك الحكومة الفيدرالية أنه ليس مواطنًا كنديًا بموجب القسم الفرعي 3 (2)، وينتهي به الأمر بسحب جواز سفره، وهو قرار أكدته المحاكم لاحقًا.
بالإضافة إلى ذلك، لا تزال المستندات الأخرى التي لم تعد تُصدر معترف بها دليلًا على الجنسية، على سبيل المثال شهادات التجنس(7)، شهادات الاحتفاظ بالجنسية الكندية (8) وشهادات تسجيل الميلاد في الخارج(9).
لا تعتبر أي وثيقة رسمية أخرى، ولا حتى جواز السفر الكندي، دليلاً على الجنسية. ومع ذلك، فإن إصدار جواز سفر يتطلب تقديم إثبات الجنسية. شهادات التعميد الدينية، مثل شهادات الميلاد الصادرة عن سلطة أخرى غير حكومة المقاطعة أو الإقليم، هي أيضًا ليست إثباتًا صالحًا للمواطنة. كان هذا النوع من الوثائق شائعًا في كيبيك، ولم تبدأ حكومة كيبيك في إصدار شهادات الميلاد حتى عام 1994  م. شهادات الميلاد الخاصة الصادرة عن وزارة الدفاع الوطني لأطفال أفراد القوات المسلحة الكندية المولودين قبل عام 1979  م، والمعروفة أيضًا باسم شهادات MDN 419، لا يتم الاعتراف بها دليلًا على الجنسية بسبب افتقارها إلى القيمة القانونية. وقد شكل هذا مشكلة لبعض الأشخاص الذين أجبروا على التقدم بطلب للحصول على شهادة الجنسية لتأكيد وضعهم والحصول على جواز سفر.

## حق الإقليم

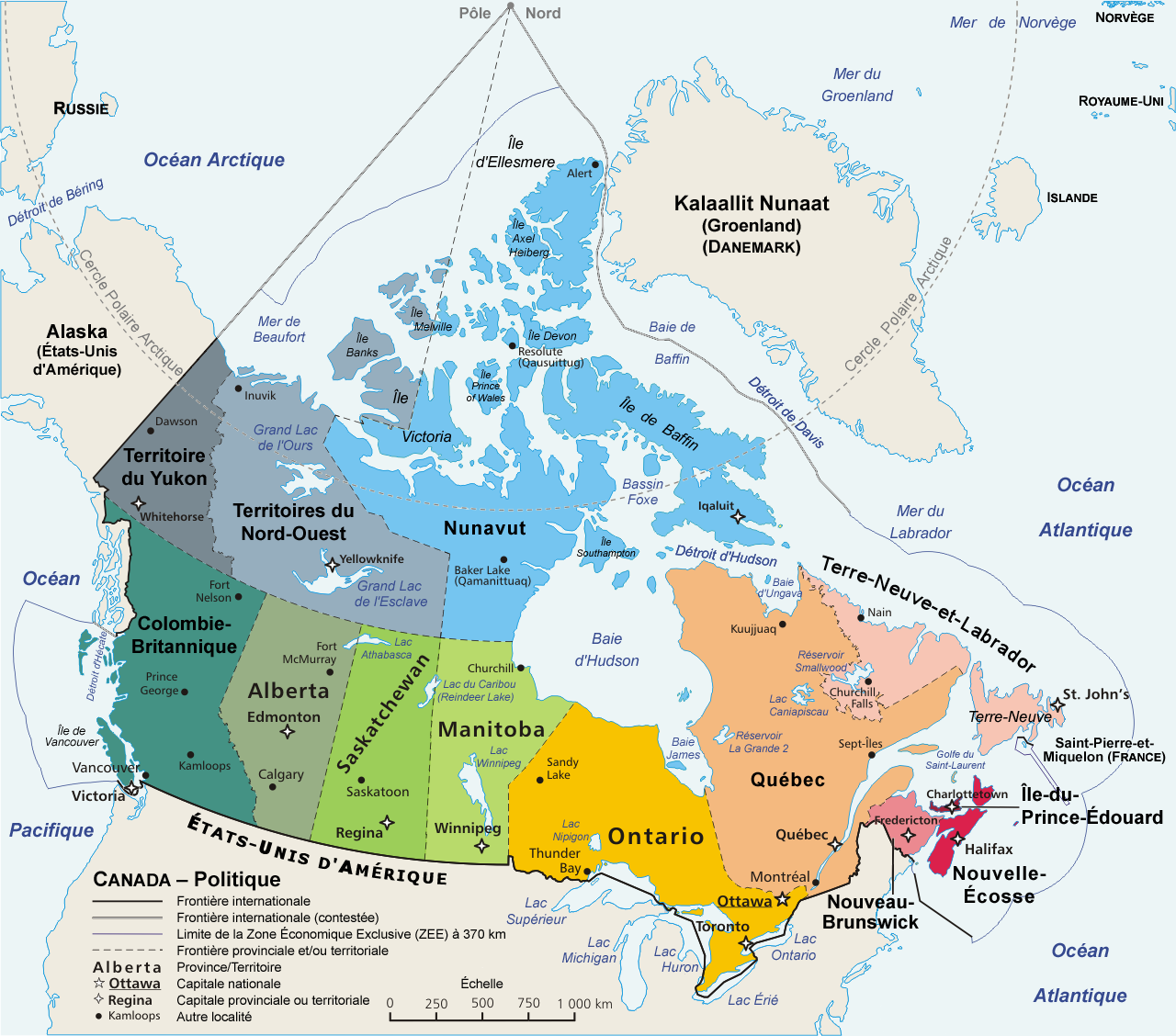
خريطة إدارية لكندا توضح المنطقة التي ينطبق عليها قانون الأراضي.

### التشريع المعمول به منذ عام 1977
بشكل عام، الأشخاص الذين ولدوا في كندا في أو بعد 11 يناير 1947(10)، فإنهم يحصلون تلقائيًا على الجنسية الكندية عند الولادة، ما لم يندرجوا تحت أحد الاستثناءات المفصلة أدناه الأشخاص الذين ولدوا في كندا قبل عام 1947  م حصلوا تلقائيًا على الجنسية الكندية أيضًا11 يناير 1947 (أين ال11 أبريل 1949 لسكان نيوفاوندلاند ولابرادور) إذا كانوا من الرعايا البريطانيين في ذلك التاريخ أيضًا 11 يونيو 2015 ما إذا كانوا قد فقدوا قسريًا وضعهم كرعايا بريطانيين قبل ذلك التاريخ.

#### التعريف القانوني للأراضي الكندية
ينص قانون المواطنة، في الفقرة 3 (1) (أ)، على أن أي شخص ولد في كندا في 15 فبراير 1977 أو بعد ذلك يكتسب الجنسية الكندية عند الولادة ويشير في قسم " تفسير" أن يشمل ذلك السفن والطائرات الكندية المسجلة. في عام 1985  م، أوضح قانون التفسير أن كلمة "كندا" لا تعني فقط التراب الكندي، ولكن أيضًا المياه الداخلية والمياه الإقليمية لكندا، التعبير" المياه الداخلية" يشير أيضا إلى المجال الجوي الفوقي. يُنفذ هذا القانون بشكل جيد من قبل دائرة الهجرة واللاجئين والمواطنة الكندية، التي تعتبر الأطفال المولودين في المجال الجوي الكندي مواطنين كنديين. على سبيل المثال، في عام 2008  م، مُنحت الجنسية الكندية لطفلة ولدت لأم أوغندية في رحلة لخطوط نورث ويست الجوية من أمستردام إلى بوسطن لأنها ولدت في المجال الجوي الكندي.

#### استثناءات من حق الإقليم
تنص المادة 3 (2) من قانون المواطنة على أن حق الإقليم المسمى jus soli لا ينطبق على الأطفال الذين لا يكون أحد والديهم مواطنًا أو مقيمًا دائمًا في كندا، وكان أحد والديهم، في وقت الميلاد، موظف يعمل في خدمة حكومة أجنبية (أو شخص يعمل من قبل هذا المسؤول) أو في منظمة تتمتع بحصانة دبلوماسية في كندا، مثل الأمم المتحدة.
في حكمها Vavilov v. كندا لعام 2017  م، أوضحت محكمة الاستئناف الفيدرالية أن هذا الحق ينطبق فقط على أطفال موظفي الحكومات الأجنبية «الذين يتمتعون بالامتيازات والحصانات الدبلوماسية من الولاية القضائية المدنية و / أو الجنائية» والذي تعترف وزارة الشؤون العالمية الكندية بوظيفة والديه. في هذه القضية، كان المدعي، المولود في كندا لوكلاء خاملين روسيين، قد حرم سابقًا من الجنسية من قبل المحكمة الفيدرالية على أساس أن والديه، اللذين قُبض عليهما في عام 2010  م في الولايات المتحدة جزءً من التحقيق في برنامج غير القانوني، وكانوا يعملون لدى حكومة أجنبية وقت ولادته. بالإضافة إلى ذلك، لم يكن أي من والديه مواطنًا كنديًا على الإطلاق، حيث كانا ينتحلان صفة اثنين من الكنديين المتوفين. في 10 مايو 2018 قبلت المحكمة العليا الاستئناف المقدم من الحكومة الفيدرالية وستنظر في قضيتي هذا الرجل وشقيقه(11) من أجل تحديد إمكانية تطابق الحقوق من عدمها المنصوص عليها في القسم الفرعي 3 (2) من قانون الجنسية.
أثيرت قضية الاستثناءات من حق الإقليم أيضًا في قضية ديبان بودلاكوتي التي حظيت بدعاية كبيرة في عام 2014  م. الرجل عديم الجنسية المولود في أوتاوا، أونتاريو، سُحبت جنسيته الكندية على أساس أن والديه قد وظفهما المفوض السامي الهندي خدمًا في المنازل في كندا. جادلت الإدارة بأن عقودهم، التي تضمنت اعترافًا دبلوماسيًا، انتهت رسميًا بعد شهرين من ولادة طفلهم، على الرغم من حقيقة أنهم بدأوا العمل مع شخص غير دبلوماسي قبل فترة طويلة من هذه الولادة
أيدت المحكمة الاتحادية هذا القرار في عام 2014  م، ورُفض استئناف المدعي أمام محكمة الاستئناف الفيدرالية والمحكمة العليا في 2015 و 2016.

#### مقترح إلغاء حقوق الإقليم
في عام 2012  م، اقترح وزير الهجرة واللاجئين والمواطنة جيسون كيني تغييرات على لوائح حق الإقليم في محاولة لمنع " سياحة الولادة ". انتقد الخبراءهذا الاقتراح بحجة أنه كان يقوم على معتقدات شعبية مبالغ فيها على نطاق واسع ولا تدعمه أرقام. في عام 2016  م، قال الوزير جون ماكالوم خلال مقابلة أنه لا توجد خطط لوضع حد لحق الإقليم.

### التشريع قبل عام 1977
في 17 أبريل 2009، أعاد مشروع القانون سي-37 الجنسية الكندية إلى جميع من حصل عليها قبل 11 يناير 1947 كرعايا بريطانيين، أو بعد ذلك من خلال ولادتهم أو تجنيسهم في كندا، والذين فقدوها قسرا بسبب الآليات التلقائية لفقدان الجنسية المنصوص عليها في قانون الجنسية الكندية لعام 1947. كما أعيدت إلى أحفادهم المحتملين الذين ينتمون إلى الجيل الأول المولود في الخارج تلقائيًا في نفس اليوم.
ينص القسمان 4 و 5 من قانون الجنسية الكندية لعام 1947 على أن جميع الأشخاص المولودين على الأراضي الكندية أو على متن سفينة مسجلة في كندا في أو بعد 1 يناير 1947 ، سيحصلون على الجنسية الكندية عند الولادة، وأن جميع المولودين قبل 1 يناير 1947 بموجب نفس الشروط مُنحت في 1 يناير 1947 إذا لم يفقدوا وضعهم كرعايا بريطانيين بحلول ذلك التاريخ. عُدل قانون عام 1947 في عام 1949 ليشمل نيوفاوندلاند.

#### أبناء الدبلوماسيين
حتى عام 1950  م، كانت المادة 5 من قانون عام 1947 يوفر ثغرة قانونية، حيث لم يذكر أي استثناءات من القاعدة المذكورة أعلاه للأشخاص المولودين بعد عام 1947  م. سمح هذا لأطفال الدبلوماسيين الأجانب الذين ولدوا خلال هذه الفترة بأن يصبحوا كنديين من خلال حق الإقليم. حُل هذا الغموض القانوني في عام 1950  م عندما دخلت التعديلات الأولى على قانون عام 1947  م حيز التنفيذ، والتي حددت أن حق الإقليم لا ينطبق على الأطفال الذين " الوالد المسؤول(12) لم يكن مقيما دائما وكان موظفا في حكومة أجنبية أو موظف دبلوماسي أو قنصلي أو موظف شخص يعمل لديه. وهكذا، بين عامي 1950 و 1977، كان من الممكن ألا يصبح الأطفال المولودين لأب دبلوماسي أجنبي وأم كندية مواطنين كنديين.

#### الأمم الأولى والإنويت
استبعدت الأمم الأولى(13) وإنويت كندا في الواقع من الجنسية الكندية في 1 يناير 1947 لأن أولئك الذين ولدوا قبل ذلك التاريخ كانوا ليسوا رعايا بريطانيين. لم يملئ هذا الفراغ القانوني حتى عام 1956  م بتعديل يمتد إلى قانون عام 1947 ليشمل الإنويت والأشخاص ذوي الوضع الهندي(14) المولودين قبل عام 1947  م. لكي تكون مؤهلاً للحصول على الجنسية الكندية، يجب أن يكون هؤلاء الأشخاص قد أقاموا في كندا في 1 يناير 1947 وعاشوا هناك لمدة عشر سنوات على الأقل في 1 يناير 1956. ثم اعتبر هؤلاء المؤهلين حاملين للجنسية الكندية منذ 1 يناير 1947. علاوة على ذلك، فإن الهنود والإنويت الذين ولدوا في كندا بعد 1 يناير 1947 حصلوا على الجنسية الكندية بحق المولد، مثل أي شخص آخر ولد في كندا.

## حق الدم

### التشريع المعمول به منذ عام 2007

#### الجيل الأول المولود في الخارج
غَيّر القانون المعدل لقانون الجنسية، الناتج عن مشروع القانون سي-37 والذي دخل حيز التنفيذ في 17 أبريل 2009، قواعد منح الجنسية الكندية عن طريق النسب. من الآن فصاعدًا، فقط الأشخاص الذين هم جزء من الجيل الأول المولودين خارج كندا(15) في 17 أبريل 2009 أو بعده الحصول تلقائيًا على الجنسية الكندية عند الولادة بحق الدم.
ومع ذلك، فإن الحد المفروض على نقل الجنسية إلى الجيل الأول المولود في الخارج لا ينطبق على الأطفال الذين حصل والدهم (أو والدتهم) الكندي (أو الجد) على الجنسية عن طريق النسب وكان في وقت ولادة الطفل، موظفًا من قبل الحكومة الفيدرالية أو الحكومة الإقليمية أو القوات المسلحة الكندية.
أوضحت محكمة الاستئناف الفيدرالية في قضية كندا ضد كاندولا لعام 2015، أنه لا يمكن منح الطفل الجنسية الكندية إلا عن طريق النسب إذا كان هناك رابط جيني مع والده (والدته) الكندي ممكن إثباته من خلال اختبار الحمض النووي. في هذه الحالة، أُعلن أن الشخص المولود في الخارج لأب كندي عن طريق الإنجاب بمساعدة طبية غير مؤهل للحصول على الجنسية بموجب قانون الدم، لأنه لا يمكن إثبات القرابة الجينية مع الأب.

#### الجيل الثاني وما بعده
الأطفال المولودين في الخارج ابتداءً من17 أبريل 2009 من الآباء الكنديين الذين حصلوا بدورهم على الجنسية عن طريق الدم(17) ليسوا مواطنين كنديين تلقائيًا. يجب عليهم الخضوع لعملية التجنيس أو التبني للحصول على الجنسية. قبل تمرير مشروع القانون سي-6 في 19 يونيو 2017، كان يمكن أن يصبح هؤلاء الأطفال عديمي الجنسية إذا لم يتمكنوا من تأكيد حقهم في جنسية أخرى. يمكننا الاستشهاد بحالة طفل ولد خارج إطار الزواج في بكين لأم صينية وأب كندي حصل بنفسه على جنسيته الكندية عن طريق النسب، والذي وجد نفسه بحكم الواقع عديم الجنسية لمدة 14 شهر. تمكن الطفل في النهاية من الحصول على الجنسية الأيرلندية لأن جده ولد في أيرلندا. اعتبارًا من 19 يونيو 2017 ، يمكن لأولياء أمور الأطفال في هذه الحالة التقدم بطلب للحصول على جنسية الطفل لمجرد كونهم عديمي الجنسية ودون الحاجة إلى تلبية متطلبات الجنسية الأخرى..

#### المنح الهائل للمواطنة
منح مشروع القانون سي-37 لعام 2009، ولأول مرة، الجنسية الكندية لأطفال المواطنين الكنديين السابقين الذين تمت استعديت جنسيتهم في نفس اليوم(17). في 11 يونيو 2015، مدد مشروع القانون سي-24 هذه المنحة لأطفال الرعايا البريطانيين المولودين أو المتجنسين في كندا والذين لم يحصلوا على الجنسية الكندية.
ومع ذلك ، فإن الأشخاص الذين استفادوا من هذه المنح الضخمة ليس لديهم إمكانية نقل جنسيتهم الكندية عن طريق النسب إلى أطفالهم المولودين في الخارج ؛ لذلك يجب أن يولد أطفالهم في كندا أو أن يتم تجنيسهم ليصبحوا كنديين.

### تشريعات ما قبل عام 2009

#### انتقال الجنسية بحق الدم
ما بين 15 فبراير 1977 و16 أبريل 2009، حصل كل طفل مولود في الخارج لمواطن كندي على الجنسية الكندية تلقائيًا عند الولادة، حتى لو كان الوالد قد حصل على الجنسية الكندية عن طريق حق الدم. من ناحية أخرى، في ذلك الوقت، كان يستوجب على الوالد أن يكون مواطنًا كنديًا وقت ولادة الطفل لنقل جنسيته إليه. وبالتالي، فإن الأطفال المولودين لأبوين فقدا جنسيتهما قسريًا بموجب قانون الجنسية الكندية لعام 1947 لا يعتبرون مواطنين كنديين. في عامي 1992 و 1997، ذكّرت أحكام محكمة الاستئناف الفيدرالية والمحكمة العليا لكندا بالمساواة بين الأب والأم في القدرة على نقل الجنسية عن طريق حق الدم.
بين عامي 1947 و1977، كان لا يمكن للشخص المولود في الخارج لوالد كندي الحصول على الجنسية الكندية إلا إذا سُجلت ولادته في سفارة أو قنصلية أو مفوضية عليا(18) كندية. يمكن بعد ذلك نقل الجنسية الكندية فقط من قبل الأب لطفل شرعي أو من قبل الأم لطفل طبيعي. بموجب قانون 1947، كان لابد من إعلان الطفل في غضون عامين من الولادة للحصول على الجنسية.
لم يقتصر الأمر على إلغاء قانون الجنسية لعام 1977 لالزامية تسجيل الأطفال المولودين في الخارج منذ دخوله حيز التنفيذ، بل أدخل أيضًا حكمًا انتقاليًا يسمح، حتى 14 أغسطس 2004، للإعلان عن الأطفال المولودين في الخارج قبل عام 1977، حتى لو انتهت الفترة التنظيمية القديمة البالغة عامين. هذا الإجراء، المسمى التسجيل المؤجل، سمح للأفراد المعنيين بالاعتراف بأثر رجعي بأنهم يحملون الجنسية الكندية منذ الولادة. وهكذا، إذا كان لدى هؤلاء الأشخاص أطفالًا مولودين في الخارج بين 15 فبراير 1977 و 16 أبريل 2009، ويمكنهم في نفس الوقت من الحصول على الجنسية الكندية عن طريق حق الدم.
على الرغم من حقيقة أن النساء المتزوجات لا يمكنهن نقل جنسيتهن إلى أطفالهن بموجب قانون عام 1947، سمحت الفقرة 5 (2) (ب) من أحكام قانون عام 1977 للأطفال المولودين قبل عام 1977 لأمهات كنديات متزوجات بالتقدم بطلب للحصول على الجنسية الكندية حتى 14 أغسطس 2004 من خلال إجراء خاص، أُلغي هذا الإجراء في النهاية بتاريخ 17 أبريل 2009. على عكس التسجيل المؤجل، لم يكن منح الجنسية بموجب هذا الحكم بأثر رجعي حتى الولادة، لذلك لا يمكن أن يصبح الأطفال المولودين لهؤلاء الأشخاص قبل منحهم الجنسية. المواطنون الكنديون بحق الدم لأن والديهم لم يكونوا هم أنفسهم كنديين وقت ولادتهم. بين 17 مايو و14 أغسطس 2004، كان هذا الإجراء الخاص متاحًا أيضًا لفترة وجيزة للأطفال المولودين لآباء كنديين غير متزوجين. الأشخاص المولودين قبل منح جنسية والديهم بموجب الفقرة 5 (2) (ب) يخضعون للأحكام المتعلقة بفقدان الجنسية والاحتفاظ بها.
الأشخاص الذين لم يتمكنوا من التسجيل أو التقدم للحصول على الجنسية قبل 14 أغسطس 2004 يتحصلون على جنسيتهم في17 أبريل 2009 إذا كانوا من الجيل الأول المولود في الخارج. ومع ذلك، لن يتمكن أطفالهم من الحصول على الجنسية الكندية عن طريق حق الدم، بغض النظر عن تاريخ ميلادهم.

#### الالتزام بتقديم طلب الاحتفاظ بالجنسية
نصت المادة 8 من قانون الجنسية، الذي دخل حيز التنفيذ في 15 فبراير 1977، على أن جميع الكنديين الذين حصلوا على جنسيتهم عن طريق حق الدم من أحد الوالدين الكنديين الذين حصلوا على هم بدورهم على الجنسية عن طريق حق الدم (أي الجيل الثاني المولود في الخارج وما يليه) يفقدون جنسيتهم الكندية تلقائيًا عندما يبلغون ميلادهم الـ28 إلا إذا طلبوا صراحةً الاحتفاظ بها.
يُقبل الاحتفاظ بالجنسية فقط إذا كان مقدم الطلب قد أقام في كندا للسنة التي تسبق الطلب مباشرة، قبل بلوغ سن 28 سنة، أو قدم دليلًا على «روابط واضحة» مع كندا الذين تتراوح أعمارهم بين 14 و 28 سنة (على سبيل المثال : نتائج اختبارات اللغة في اللغة الإنجليزية أو الفرنسية، وإثبات الدراسة في مؤسسة كندية، وإثبات التوظيف لدى الحكومة الفيدرالية أو حكومة المقاطعة).
يُقيم قاضي الجنسية الطلبات، وفي حالة الرفض، يمكن إعادة تقديمها عندما يستوفي مقدم الطلب المتطلبات. أدت التطبيقات الناجحة إلى إصدار بطاقة الجنسية وشهادة الاحتفاظ، وكلاهما كان إثباتًا قانونيًا للمواطنة.
أُلغي هذا الحكم رسميًا في17 أبريل 2009، عندما دخل قانون سي-37 حيز التنفيذ. أُعفي الأشخاص الذين بلغوا سن 28 سنة في ذلك التاريخ أو بعده من الالتزام بتقديم طلب للاحتفاظ بجنسيتهم. وهكذا، بقي فقط الأفراد المولودون بين 15 فبراير 1977 (تاريخ دخول قانون 1977 حيز التنفيذ) و16 أبريل 1981 خاضعين لذلك. إذا لم يفعلوا هذه الخطوة، فقدوا جنسيتهم الكندية عند بلوغ سن 28 ما بين 15 فبراير 2005 و16 أبريل 2009. ومع ذلك، إذا كان لهؤلاء الأشخاص أطفالًا ولدوا بين 16 أبريل 1981 و16 أبريل 2009 ولم يفقدوا بالفعل الجنسية الكندية في ذلك الوقت، يصبح أطفالهم مواطنين كنديين. لكن هذا لا يغير من وضع الوالد الذي يفقد جنسيته لأنه لم يتخذ الخطوات اللازمة.
كان للاحتفاظ بأحكام الجنسية في قانون عام 1977 عواقب وخيمة على عدد من الأشخاص، وكثير منهم كانوا يقيمون في كندا عندما سُحبت جنسيتهم. في 4 ديسمبر 2016 ذكرت فانكوفر صن حالة الأفراد الذين اكتشفوا متأخرين، من خلال الاتصال بالحكومة الفيدرالية، أنهم قد جردوا من جنسيتهم الكندية. إذا لم يكن لديهم جنسية أخرى واحدة على الأقل، فإن هؤلاء الأشخاص يصبحون بحكم القانون عديمي الجنسية ؛ لقد فقدوا أيضًا جميع أوضاع الهجرة القانونية في كندا. لذلك يجب أن يطلبوا استعادة جنسيتهم وفقًا للمادة 11 من قانون 1977. من المهم ملاحظة أن أيا من مشروعي القانون سي-37 و سي-24 لم يسترجع تلقائيًا الجنسية إلى هؤلاء الأفراد. وبالتالي، فإن هؤلاء الأشخاص مسؤولون عن المطالبة بنشاط باستعادتها، وإلا فإنهم يعتبرون مهاجرين غير شرعيين ويعرضون أنفسهم للإجراءات القانونية بموجب قانون الهجرة وحماية اللاجئين.

#### قانون الجنسية الكندية لعام1947
تنص المادة 6 من قانون الجنسية الكندية لعام 1947، الذي كان ساري المفعول حتى عام 1970، على أنه يتعين على المواطنين الكنديين بحق الدم التخلي عن جميع الجنسيات الأجنبية وتقديم إعلان الاحتفاظ عند بلوغهم سن 21 سنة. إذا لم يقوموا بذلك قبل عيد ميلادهم الثاني والعشرين، تُسحب الجنسية الكندية منهم في ذلك اليوم.
خُفف هذا الشرط في عام 1970. نصت المادة الفرعية 5 (2) من قانون عام 1947، بصيغته المعدلة في عام 1970، أن المواطنين الكنديين يفقدون جنسيتهم بسبب حق الدم حتى عيد ميلادهم 24، وليس إلى سن 22 كما كان من قبل. منح الاحتفاظ بالجنسية لكل شخص كان مقيمًا في كندا مع الذكرى السنوية 21 لميلاده أو الذي قدم بيانًا للحفاظ على الجنسية قبل عيد ميلاده 24. كما أُلغي الالتزام القانوني بالتخلي عن الجنسية الأجنبية، الساري في النص الأصلي لقانون 1947.
على عكس قانون الجنسية لعام 1977، الذي يتطلب من الأفراد التقدم بطلب الاحتفاظ، والذي يمكن رفضه، فإن قانون 1947 يتطلب في الواقع تصريحًا بسيطًا. بالإضافة إلى ذلك، لم يكن تمييز بين الجيل الأول المولود في الخارج لأبوين مولودين في كندا أو مجنسين، من ناحية، والأجيال اللاحقة المولودة في الخارج، من ناحية أخرى. ومع ذلك، حصر مشروع قانون سي-37 الجنسية الكندية على الجيل الأول المولود في الخارج فقط، بينما استبعد الجيل الثاني المولود في الخارج والجيل اللاحق ما لم يقدموا إعلانًا عندما كان قانون 1947 ساري المفعول.
عندما أُلغي قانون عام 1947 بالكامل في عام 1977، لم يبقى هناك سوى الأشخاص الذين ولدوا قبل 15 فبراير 1953 خاضعين لقواعد الاحتفاظ بالجنسية القديمة. الأفراد المولودين بين 15 فبراير 1953 و14 فبراير 1977 أصبحوا مؤهلين للاحتفاظ بجنسيتهم الكندية دون اتخاذ أي خطوات خاصة.

## مواطنية الكومنويلث
بحسب القانون البريطاني، كل مواطن كندي هو مواطن في الكومونويلث، ولذا يملك الحقوق التالية:
- الحصول على فيزة العمل في العطلات.
- يحق لأحفاد بريطانيين الحصول على تاشيرة نسب.
- يحق للمواليد ما قبل سنة 1983، وبشروط معينة، الإقامة اللامحدودة في بريطانيا.
- للمقيمين في بريطانيا، يحق لهم الانتخاب والترشح في بريطانيا وإيرلندا الشمالية.

## الهوامش
1: ويشار إليه الآن باسم قانون الدستور 1867
2: بشكل أكثر رسميةً، قانون متعلق بالجنسية البريطانية، التجنس والمكاسب غير المتوقعة.
3: اتحاد وحيازة وضع السيادة داخل الإمبراطورية البريطانية
4: إضفاء الطابع الوطني على الدستور الكندي
5: وبالمثل، لم تصبح دومينيون نيوفاوندلاند المجاورة مستقلة لأنها لم تصادق أبدًا على النظام الأساسي
6: تنص اتفاقية عام 1986  م بشأن تقاسم الخدمات القنصلية بين كندا وأستراليا على أنه يمكن للمواطنين الكنديين طلب الحماية القنصلية من أستراليا في البلدان التي لا يوجد بها تمثيل كندي.
7: الصادرة عن الرعايا البريطانيين من قبل 11 يناير 1947
8: الصادرة بين11 يناير 1947 و 16 أبريل 2009
9: تصدر فقط بين 11 يناير 1947 و 14 فبراير 1977
10: أو11 أبريل 1949 إذا ولدوا في نيوفاوندلاند ولابرادور
11: اللذين فازا أيضًا بقضيتهما في أبريل 2018 في قضية مماثلة
12: الأب للأطفال الشرعيين، أم الأطفال المولودين خارج إطار الزواج أو من هم تحت رعايتها
13: التي حددها القانون على أنها الهنود
14: كما هو محدد في القانون الهندي
15: أي المولودين لأب كندي حصل على جنسيته بموجب حق الإقليم أو التجنس
16: الجيل الثاني المولود في الخارج وما يليه
17: أي للأطفال لأي شخص فقد الجنسية الكندية قسريًا بموجب قانون الجنسية الكندية لعام 1947
18 : المفوضية الكندية العليا هي بعثة دبلوماسية لكندا في دولة أخرى من دول الكومنولث. وهي تعادل السفارة الكندية في الدول غير الأعضاء في الكومنولث.